# Bernhard Strigel
Bernhard Strigel (* kolem 1460, Memmingen – 4. května 1528, Memmingen) byl německý malíř, figuralista pozdní gotiky a rané renesance z horního Švábska, svým školením řazený k Ulmské malířské škole. Byl jednak dvorním portrétistou Habsburků, vytvořil tři portréty císaře Maxmiliána I. Habsburského a jeho rodiny, portrétoval také několik významných osobností jejich dvora, hospodářského a politického života, významné jsou rovněž jeho oltářní archy pro švábské kostely.

## Život
Bernhard Strigel se narodil v rozvětvené rodině Hanse Strigela staršího. Byl patrně synem sochaře Iva Strigela, majitele dílny v Memmingenu, která dodávala oltáře do kostelů na jihu Německa, do Tyrolska a Švýcarska (kantony Ticino a Graubünden). Bývá uváděn také jako syn nebo synovec Hanse Strigela mladšího. Učil se nejdříve v rodinné dílně a v letech 1493 až 1494 pracoval jako tvoaryš v Ulmu u Bartholomäuse Zeitbloma. V 90. letech 15. století se stal mistrem v Memmingenu a vedl vlastní dílnu. Jako měšťan Memmingenu je poprvé zmiňován v daňových knihách roku 1505.
Od roku 1515 byl dvorním malířem Maxmiliána I. Habsburského, v jehož službách opakovaně navštívil Augsburg, Innsbruck a Vídeň. Od roku 1517 byl radním a cechovním mistrem v Memmingenu. Působil také v dalších městských úřadech té doby: jako držitel pečetidla soudní pečeti, poradce obchodníků se solí, jako vyslanec v oblasti spravedlnosti zastupoval Memmingen u soudů v Augsburgu, Ulmu aj. městech. Když v polovině 20. let zasáhla Memmingen Reformace, působil jako vyjednavač mezi oběma stranami. Navrhl také nové žebravé mnišské řády.
Pro badatele byla významná datace obrazu Bernharda Strigela z roku 1520, určeného pro humanistu a historika Johannese Cuspiniana, ze které vyplývá, že malíři bylo v té době 60 let.
Strigel zemřel bez mužského potomka a jeho dílnu převzal zeť Hans Goldschmidt, který bydlel v jeho domě od roku 1521.
V bývalém, klášteře antonitů v Memmingen bylo zřízeno Strigelovo muzeum a do něj soustředěny obrazy z kostelů, vybombardovaných za druhé světové války.

## Dílo
První dílo, připsané Bernhardu Strigelovi, je křídlo oltářního triptychu se sv. Vincencem, sv. Šebestiánem a archandělem Michaelem, objednané pro kostel ve Splügenu v kantonu Graubünden. Původně bylo součástí třídílné archy s řezbami Ivo Strigela uprostřed a dalšími postranními křídly, která se nezachovala.
Bernhard Strigel zprvu tvořil v duchu pozdně gotické Ulmské školy Bartholomäuse Zeitbloma. V letech 1493–94 Strigel spolupracoval s Zeitblomem na predelle a šesti deskových obrazech polyptychu pro hlavní oltář klášterního kostela benediktinů v Blaubeurenu. Jeho pozdější tvorba byla ovlivněna nizozemským malířstvím. To je patrné na jeho oltáři pro farní kostel v Mindelheimu z roku 1505 a na Mariánském oltáři pro Salem (Badensko) z let 1507–1508.
Jeho první portrét císaře Maxmiliána I. Habsburského pochází z roku 1504. Jako dvorní malíř vytvořil kromě tří portrétů císaře také jeden z prvních skupinových portrétů Habsburků, a to císaře s jeho rodinou, stylizovanou jako Příbuzenstvo Kristovo. Pro české publikum je pozoruhodný první dětský portrét budoucího krále Ludvíka Jagellonského.
V posledních letech života se Strigel věnoval výhradně portrétní tvorbě, řada jeho děl byla později opakovaně kopírována. Ačkoliv některá Strigelova díla byla zničena během náboženské reformace a další za druhé světové války, zachovalo se kolem 90 jeho obrazů a menší množství kreseb, které svědčí o velké píli mistra i jeho dílny.

### Známá díla (výběr)

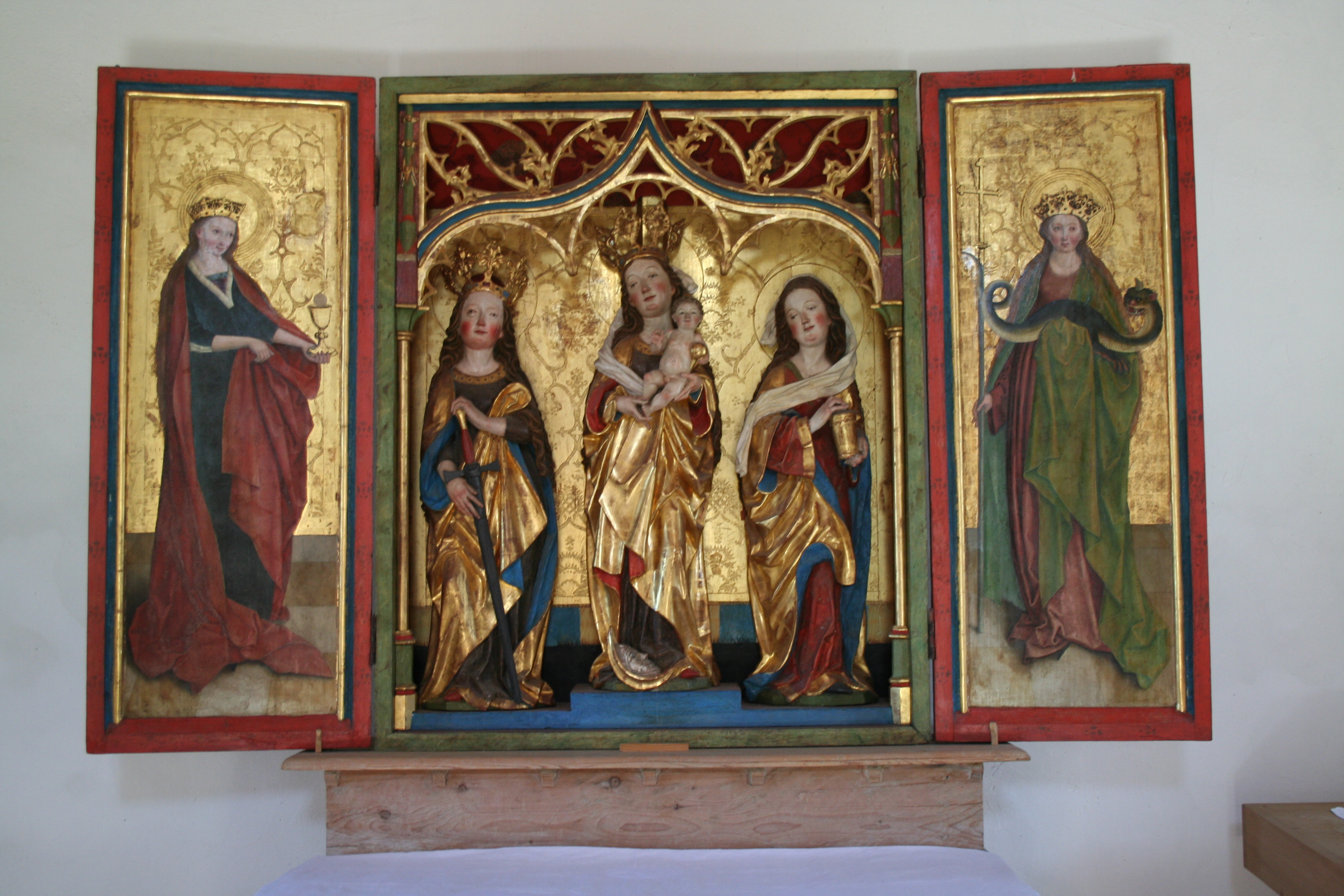
Oltář St. Georgskapelle, Obersaxen

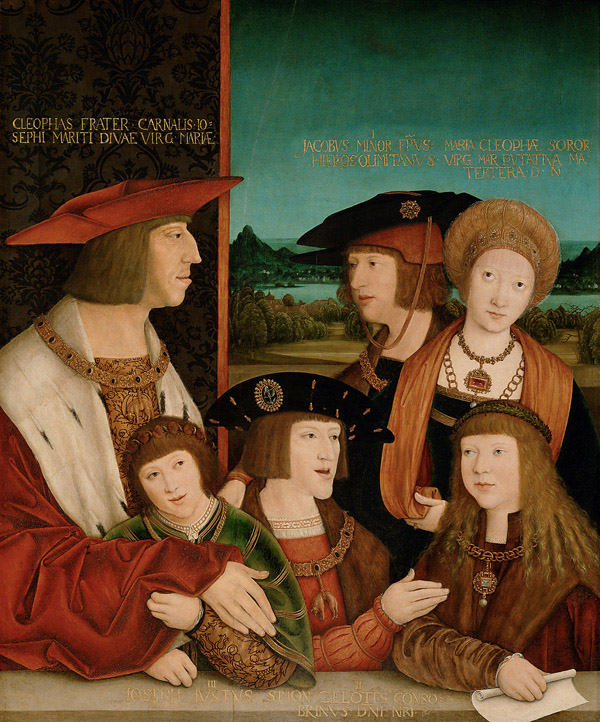
Skupinový portrét císaře Maxmiliána I. s rodinou

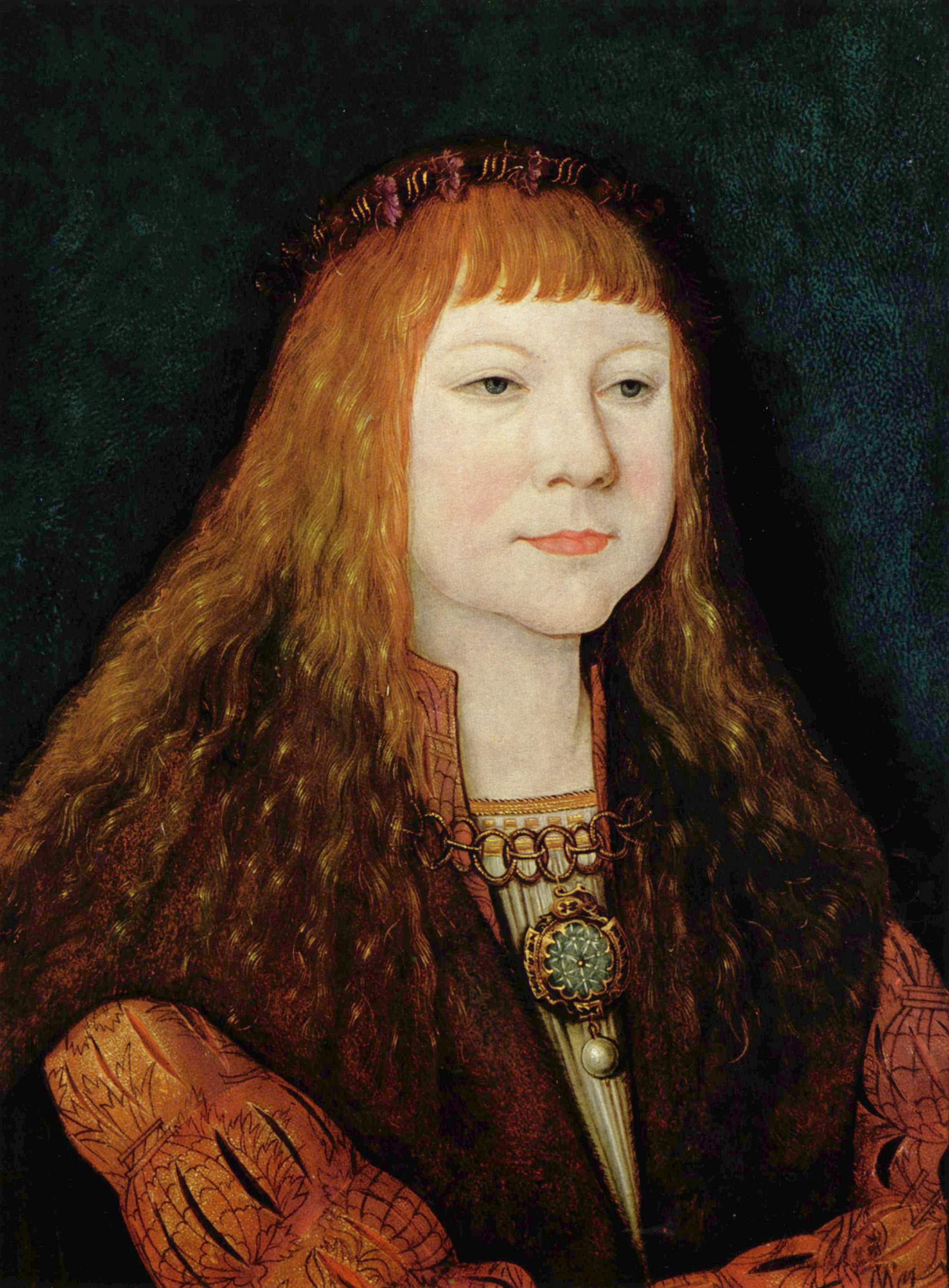
mladý Ludvík Jagellonský

- 1473 Oltář St. Georgskapelle, Obersaxen
- 1493/1494 Hlavní oltář klášterního kostela Blaubeuren (spolu s Bartholomäusem Zeitblomem
- 1505–1506 Oltářní archa z Mindelheimu ve Švábsku (Mindelheimer Sippenaltar), nyní Germanisches Nationalmuseum, Norimberk
- 1507–1508 Mariánský oltář pro klášter v Salemu, od r. 2014 Museum „Meisterwerke der Reichsabtei“, pobočka Badische Landesmuseum v Karlsruhe v prelatuře kláštera Salem
- 1509 Dvanáctiletý Ježíš v chrámu, Strigel-Museum, Memmingen
- 1509 Oplakávání Krista, Strigel-Museum (v bývalém klášteře Antoniterkloster), Memmingen
- Král David a prorok, dnes Staatsgalerie, Stuttgart
- Manželství Panny Marie, dnes Ulmer Museum, Ulm
- Narození Panny Marie, Navštívení Panny Marie, dnes Staatsgalerie, Stuttgart
- Představení Ježíše v chrámu, dnes Staatsgalerie, Stuttgart
- Nástěnná malba v kapli St. Margaret, bývalý klášter Blaubeuren
- po 1515 Ukřižování, Národní galerie v Praze, Šternberský palác[4]
- 1520 Loučení Krista s matkou, Svlékání Krista, dnes Gemäldegalerie Berlín
- Oltářní křídla s Legendou sv. Kříže, Zámek Kynžvart[5]

#### Portréty
- 1507 Portrét císaře Maxmiliána I. s insigniemi, Maximilianeum, Innsbruck[6]
- 1508–1509 Hans Caspar von Laubenberg, rádce císaře Maxmiliána I., do roku 1945 Lobkowiczká sbírka, Roudnice nad Labem, od 1955 Kunsthalle Karlsruhe
- 1505–1510 Císařovna Bianca Maria Sforza, Kunsthistorisches Museum, Vídeň
- 1511–1512 Svatý Ladislav Panně Marii doporučuje krále Vladislava Jagellonského a jeho děti Ludvíka a Annu, Szépmüvészeti Múzeum, Budapešť[7]
- 1515 Skupinový portrét císaře Maxmiliána I. s rodinou[8]
- 1517 Portréty augsburského patricije Konrada Rehlingera a jeho rodiny, Alte Pinakothek, Mnichov[9]
- 1520 Rodina diplomata Johanna Cuspiniana, Staatliche Museen, Berlín
- 1524 Portrét mladého Ludvíka Jagellonského, Kunsthistorisches Museum, Vídeň[10]
- 1525 Portrét císaře Ferdinanda I. Habsburského
- Portrét vznešené dámy, Strigel-Museum, Memmingen
- Čtyři hlavy a portrét staršího vousatého muže, Staatsgalerie Stuttgart
- Sibylla von Freyberg, rozená z Gossenbrodu (1479–1521), Alte Pinakothek, Mnichov
- Georg Tannstetter (1482–1535), sbírka prince Lichtenštejnského, Vadúz
- 1528? Portrét rytíře, Sbírka Thyssen-Bornemisza[11]

## Galerie děl

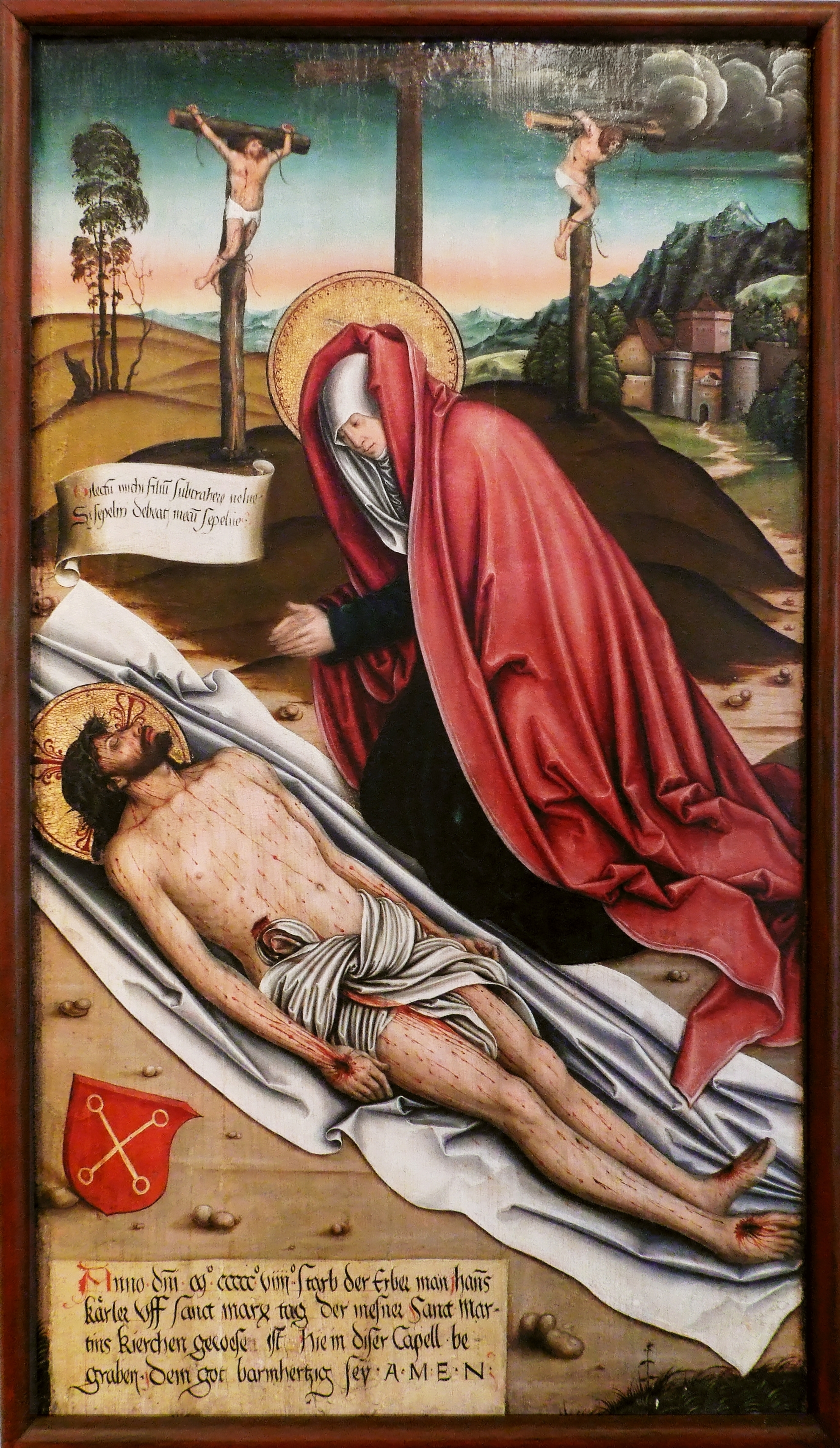
Oplakávání Krista
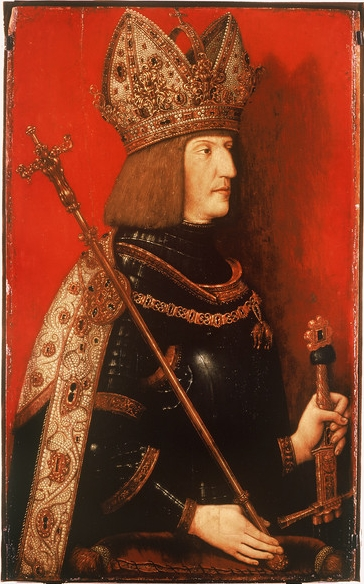
císař Maxmilián I.
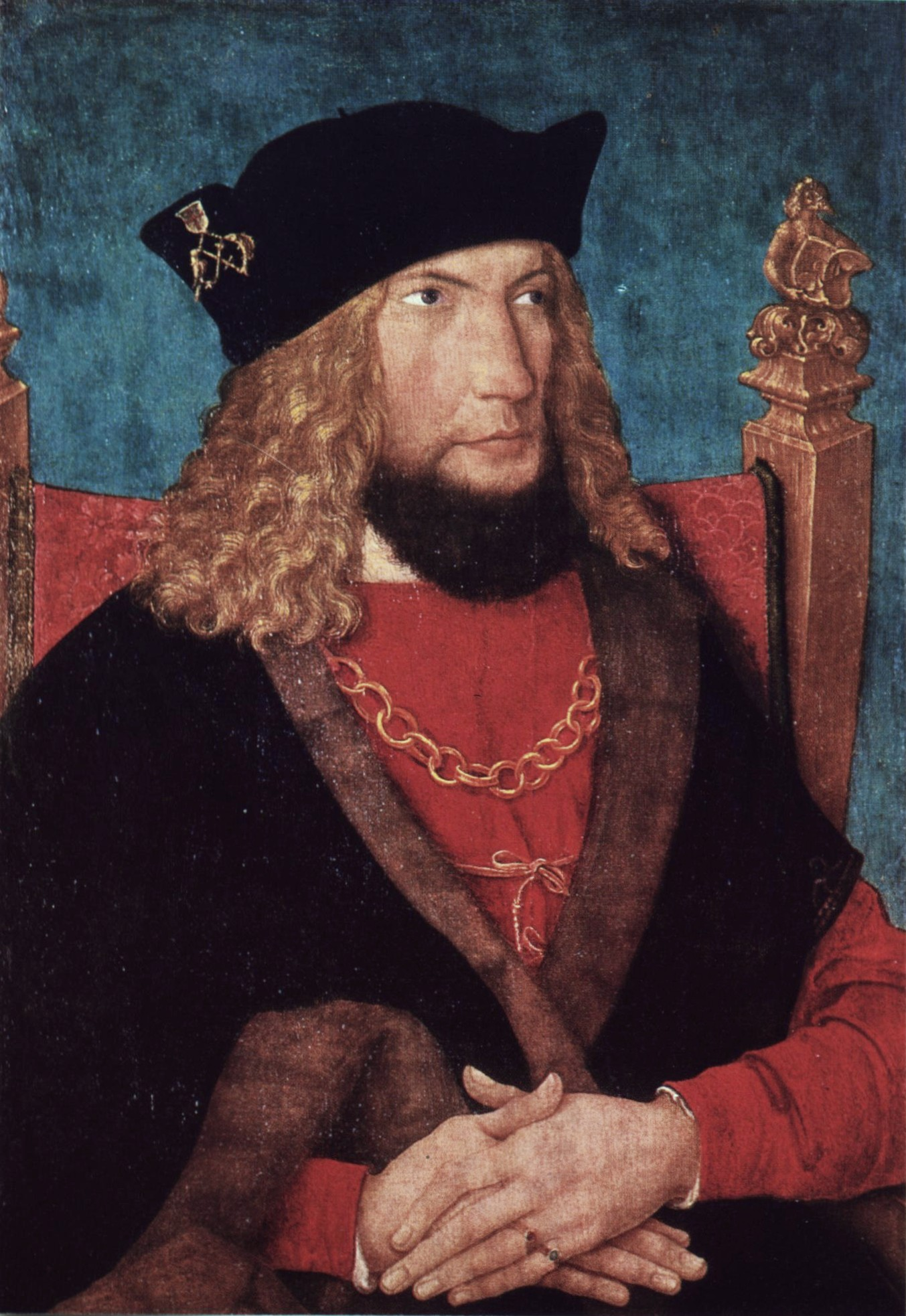
Hans Caspar von Laubenberg
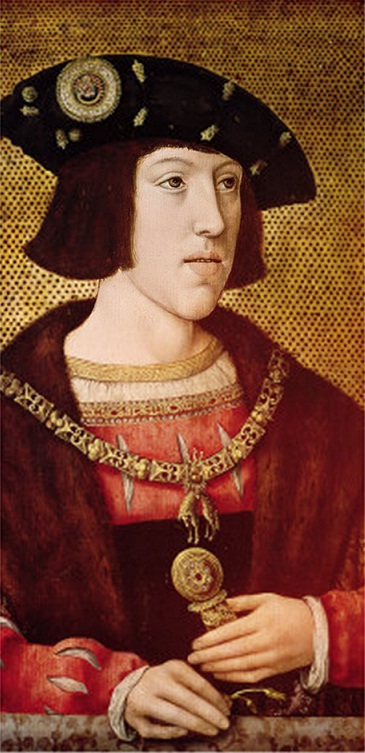
císař Karel V.
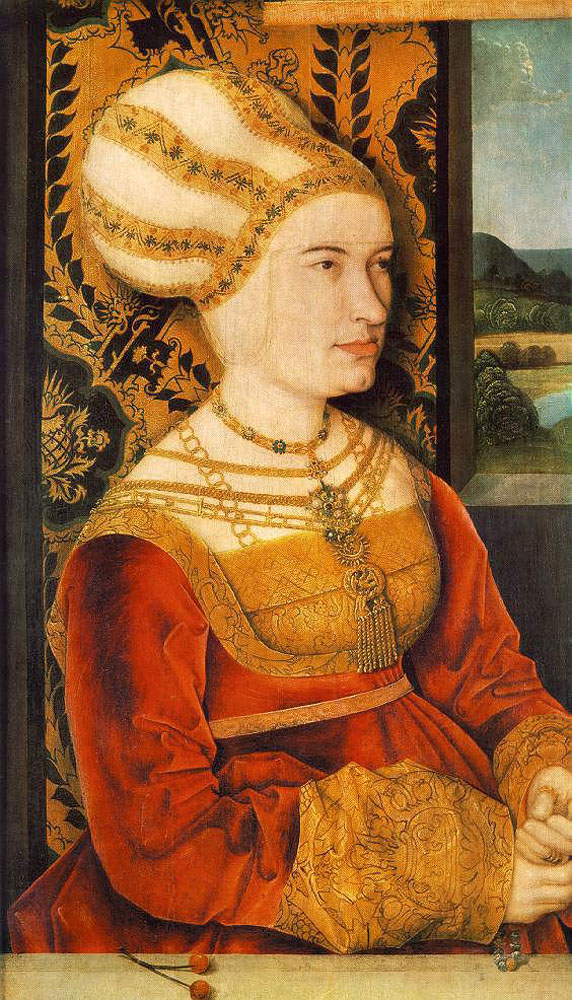
Sibylla von Freyberg (roz. Gossenbrot)
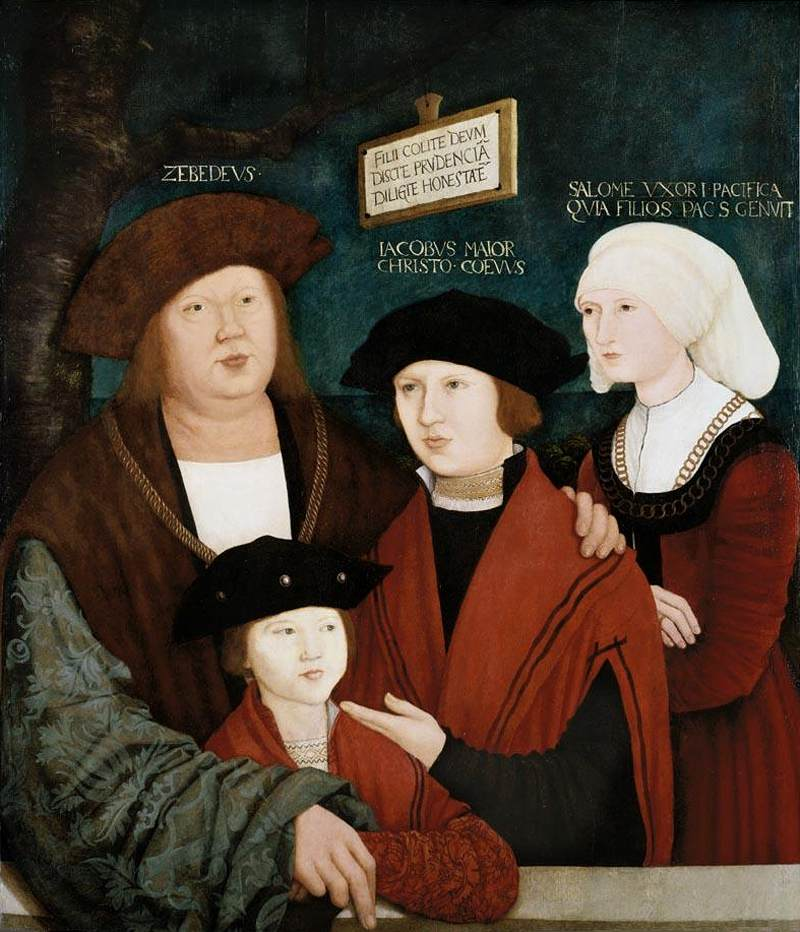
Rodina Johanna Cuspiniana